# Singh Is Kinng
Singh Is Kinng (Hindi: सिंह इज़ किंग; Urdu سنگھ از کنگ; Panjabi: ਸਿੰਘ ਇਜ਼ ਕਿੰਗ) ist ein Hindi-Film von Anees Bazmee aus dem Jahr 2008 mit Akshay Kumar in der Hauptrolle.

## Handlung
Die Hauptfigur Happy Singh ist ein netter, aber etwas ungeschickter Einfaltspinsel. Wenn er in seinem kleinen Dorf in Punjab etwas Gutes tun will, geht fast immer etwas schief. Die Einwohner des Dorfes überlegen sich daher, wie sie Happy für einige Zeit von dem Dorf fernhalten können, damit wieder Ruhe und Frieden einkehrt. Da hat Rangeela eine Idee: Der aus dem Dorf stammende Lakhan Singh, alias Lucky, hat es in Australien zum führenden Gangsterboss gebracht und wird dort von allen nur Kinng genannt. Da sein Vater sehr darunter leidet, soll Happy den Sprössling nach Punjab zurückholen. In Happy wird sofort die Helfernatur geweckt und er fliegt los – mit Rangeela, der als Begleiter bestimmt wurde. Doch zuerst landen die beiden irrtümlich in Ägypten, wo sich Happy in die hübsche und lebenslustige Jurastudentin Sonia verliebt. Dennoch vergisst er seine eigentliche Aufgabe nicht und fliegt weiter nach Australien – ohne Sonia. Dummerweise lässt sich Lucky nicht zu einer Rückkehr bewegen. Doch als er nach einer Reihe gewalttätiger Zwischenfälle, die Happy in seiner tollpatschigen Art verursacht hat, gelähmt in einem Krankenhaus landet, will er einen Nachfolger bestimmen. Dabei zeigt sein steifer Finger nicht ganz in die Richtung, die Lucky wollte und so wird ausgerechnet Happy der „neue Kinng“. Mit seinem treuen Herzen macht er in kurzer Zeit aus dem Schurkenverein eine „Gutmenschentruppe“.
Bei seiner Ankunft in Australien hatte Happy eine nette, ältere Dame geholfen. Diese bitte jetzt ihn, als neuen Kinng um Hilfe: Ihre Tochter kehrt in Kürze mit ihrem wohlhabenden Verlobten Puneet aus Ägypten zurück. Da die junge Frau immer noch meint, ihre inzwischen verarmte Familie sei steinreich, soll Happy helfen, diese Illusion aufrechtzuerhalten. Happy schenkt ihr Luckys geräumiges Haus und lässt alle seine „Mafia“-Mitarbeiter für sie arbeiten. Die Tochter der Dame kommt und zu Happys Entsetzen ist sie keine andere als Sonia. Schweren Herzens gibt sich Happy freundlich und versucht seine wahren Gefühle für Sonia nicht zu zeigen. Doch auch Sonia ist noch immer in Happy verliebt, was Puneet nicht verborgen bleibt. Doch er ist fest entschlossen Sonia zu heiraten, was ihr zwar imponiert, ihre Gefühle aber zwischen Puneet und Happy in ein emotionales Tauziehen geraten. Als Puneet herausfindet, dass Happy der Kinng der australischen Unterwelt ist und kein Manager, der für Sonias Mutter arbeitet, stürzt das gesamte Lügengerüst ein und Sonia wird sich ihrer eigenen Armut bewusst.
Puneet trifft auf Luckys Bruder Mika und sie verbünden sich, um Happy zu töten. Beide wären dann ihren Konkurrenten los, denn während Puneet Sonia für sich haben will, möchte Mika zum Kinng aufsteigen. Am Tag der Hochzeit sitzen Puneet und Sonia, bereit für die Trauungszeremonie, im Mandap als Schüsse zu hören sind und Puneet mit Mikas Anschlag auf Happy rechnet. Er verlässt den Mandap, um sich vor den erwarteten Schüssen zu retten. Happy nimmt Puneets Platz ein, weil er Sonia beschützen will und ohne es zu wissen, wird er mit Sonia verheiratet. Punnet bittet sie für seine Feigheit um Vergebung und verlässt mit seinem Vater den Ort.
Der Konflikt mit Mika ist jedoch noch nicht beendet und dieser greift mit seiner Bande Happy an. Als er gerade schießen will, tritt Lucky vor und hält ihn auf. Statt zu kämpfen reden Mika, Happy, Lucky und seine geläuterten Gefährten miteinander und Happy erklärt ihnen, dass es gar nicht so toll ist, der Kinng zu sein. Zudem würde das auch gar nicht zu den Eigenschaften eines wahren Sikhs passen. Lucky gesteht, dass er es immer als eine belastend empfunden hat, Kinng zu sein, weil ein wahrer König für andere kämpft, nicht für sich selbst. Von Reue überwältigt, lässt Mika seine Waffe fallen.
Der Film endet mit der fröhlichen Hochzeitsfeier von Happy und Sonia und der Rückkehr von Lucky in sein Dorf.

## Musik
| Lied                           | Sänger                                    |
| ------------------------------ | ----------------------------------------- |
| Singh Is Kinng                 | Snoop Dogg, Akshay Kumar                  |
| Jee Karda                      | Labh Janjua, Suzanne D’Mello              |
| Bas Ek Kinng                   | Javed Jaffrey, Neeraj Shridhar            |
| Bhootni ke                     | Daler Mehndi                              |
| Teri Ore                       | Rahat Fateh Ali Khan, Shreya Ghosal       |
| Talli Hua                      | Neeraj Shridhar, Labh Janjua              |
| Bas Ek Kinng – Tigerstyle Mix  | Javed Jaffrey, Neeraj Shridhar, Hard Kaur |
| Bhootni Ke – Tigerstyle Mix    | Mika Singh                                |
| Talli Hua – Jay Dabhi Mix      | Neeraj Shridhar, Labh Janjua              |
| Jee Karda – Remix von Hyacinth | Labh Janjua, Suzanne D’Mello              |
| Teri Ore – Lounge Mix          | Rahat Fateh Ali Khan, Shreya Ghosal       |
| Bhootni Ke – Remix             | Daler Mehndi                              |

## Hintergrund
Ein Großteil des Films wurde in Australien gedreht, hauptsächlich an der Gold Coast und in Brisbane. Der Film wurde am 7. August 2008 veröffentlicht.

## Kritiken
Der Film wurde sehr kontrovers beurteilt, so würde er „dem Hype und Tamtam alle Ehre machen“, hätte eine „fröhliche Atmosphäre“ mit „wunderbaren Darstellern und wunderschönen Liedern.“ Kritischer hieß es: „Der Film hat eine unterhaltsame erste Hälfte. Die zweite Hälfte wird unübersichtlich, ungeschickt und locker mit einer Menge verschwendeter Talente.“ Das steigert sich bis hin zu der Meinung: „verdummtes Masala“ und die „Filmemacher scheinen nur daran interessiert zu sein, das Publikum zu manipulieren, ohne Rücksicht auf Handlung, Charaktere oder Glaubwürdigkeit.“ „Der beste Weg, diesen unausgegorenen Unsinn zu sehen, ist high zu werden, damit Sie einen echten Trip erleben können, wenn die Hip-Hop/Bhangra-Fusion-Tanznummern ihre Magie entfalten. Andernfalls müssen Sie eine sehr dünne Handlung ertragen, die sich über zweieinhalb Stunden gedankenlosen Slapsticks erstreckt.“